# Johnny Adams
Johnny Adams, vero nome Laten John Adams (New Orleans, 5 gennaio 1932 – Baton Rouge, 14 settembre 1998), è stato un cantante statunitense.
Dotato di un falsetto che gli valse il nome di "canarino nero", apparteneva alla grande schiera di cantanti R&B di New Orleans dagli anni sessanta.

## Storia
Ha iniziato la sua carriera con il gospel verso la fine degli anni cinquanta, cantando anche con Bessie Griffin, ma presto incide la sua prima ballata R&B I Won't Cry, che diventa subito un successo negli Stati Uniti.
Nel 1968 firma per la SSS, di Shelby Singleton. Tuttavia il successo dei nuovi singoli (Rerlease Me e Reconsider Me) cominciò a svanire. 
Il 1970 è stato l'anno di Heart & Soul, mix di soul, r'n'b e country. Un altro successo è arrivato nel 1978 con After All The Good Is Gone, che gli fruttò un discreto successo grazie al brano Selfish.
Toccò l'Europa con un tour nel 1982, partecipando all'Amsterdam Jazz Festival. Dopo vari album pubblicati per piccole etichette di New Orleans, firmò per la Rounder, con cui pubblicò album come Johnny Adams Sings Doc Pomus: The Real Me, del 1991.
Negli anni novanta, con Good Morning Heartache e Verdict, si dedicò ad un repertorio jazz, collaborando con Harry Connick Jr.
È morto di cancro il 14 settembre 1998 a Baton Rouge, nel Mississippi.

## Discografia

### Album
- 1969 - Heart & Soul (SSS International)
- 1971 - I Won't Cry (Ric)
- 1975 - A Christmas in New Orleans with Johnny Adams (Ace)
- 1976 - Stand by Me (Chelsea)
- 1978 - After All the Good Is Gone (Ariola)
- 1984 - From the Heart (Rounder)
- 1985 - After Dark (Rounder)
- 1988 - Room with a View of the Blues (Rounder)
- 1989 - Walking on a Tightrope (Rounder)
- 1991 - The Real Me: Johnny Adams Sings Doc Pomus (Rounder)
- 1993 - Good Morning Heartache (Rounder)
- 1995 - The Virdict (Rounder)
- 1996 - One Foot in the Blues (Rounder)
- 1998 - Man of My World (Rounder)